# Reus Esportiu (local social)
El Local social del Reus Esportiu era un edifici setcentista que albergà l'entitat Reus Deportiu i que estava declarat bé cultural d'interès local a l'Inventari del Patrimoni Arquitectònic de Catalunya.

## Descripció
Era un edifici de planta trapezoidal que constava d'un soterrani, planta baixa i dos pisos, un primer pis noble i el segon, d'obertures més petites, unes golfes. La disposició de les obertures era simètrica i ordenada. L'estructura estava fonamentada en murs de càrrega i pilars de maó. La coberta era de teula àrab amb quatre vessants.
Els paviments i sostres tenien cert interès. L'escala central a partir de la porta principal, era de triple tram. La porta principal, únic element que es conserva, té muntants de pedra i un escut, al lloc on correspondria la peça clau de la llinda, que porta la inscripció "ANNO D.N.I.C. 1776", que evidentment identificava la casa. L'interior havia patit moltes reformes, però la façana es conservava igual que quan es va construir.

## Història

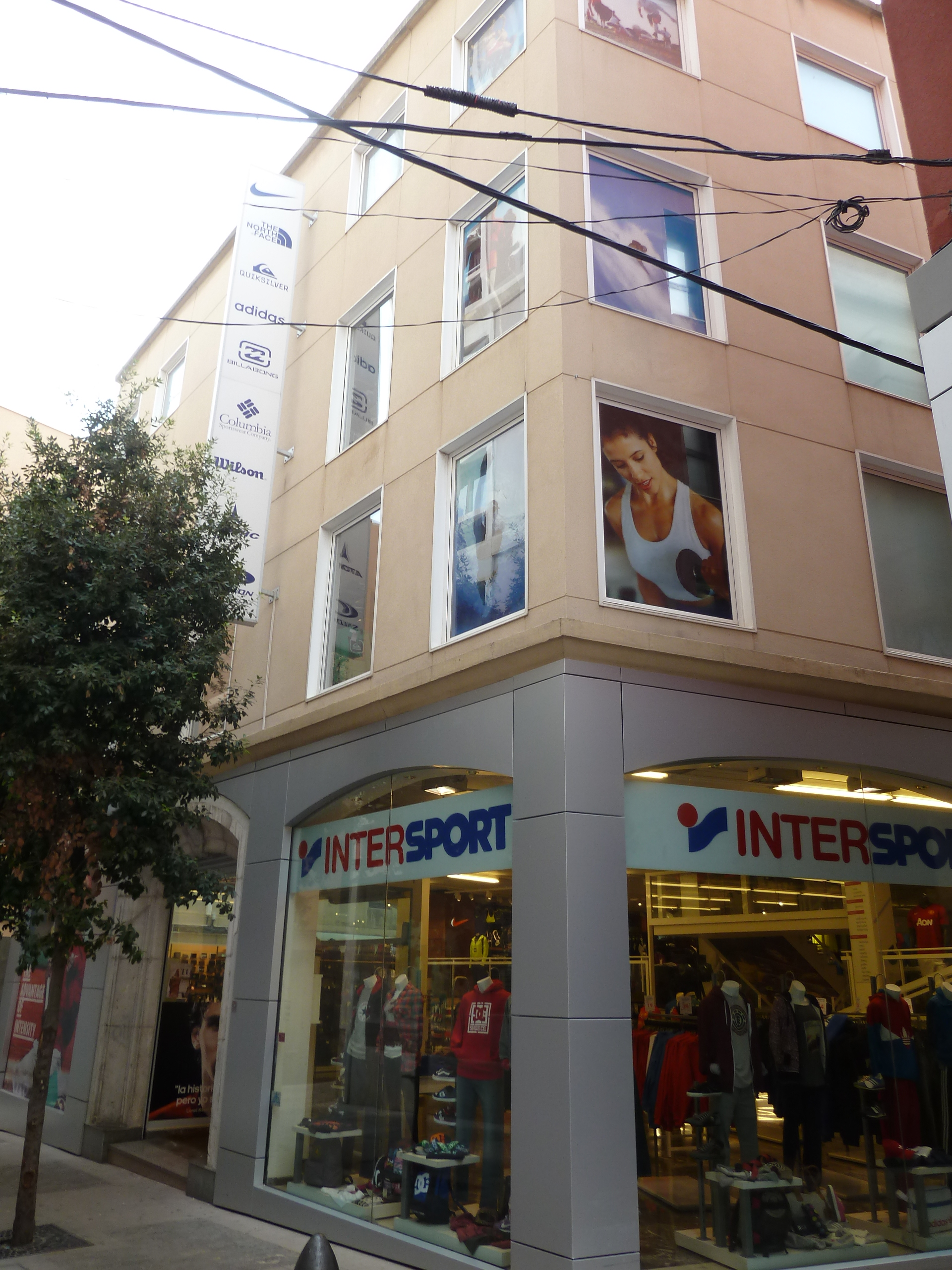
Aspecte actual de l'edifici, que conserva la porta de l'antic casal

L'edifici era una bona mostra de les cases bastides pels comerciants enriquits al llarg del segle xviii. Al llarg dels anys havia donat estatge a diverses entitats i associacions culturals. Abans de la guerra civil va ser la seu del Foment Nacionalista Republicà, i la Guàrdia Civil la va requisar el 1939 i la va utilitzar com a caserna. La casa es va enderrocar durant els anys 1991 i 1992, malgrat les protestes ciutadanes.
L'entitat Reus Deportiu s'hi va establir l'any 1952, i es va convertir en un lloc molt popular i concorregut, fins al punt de donar nom a la casa. El creixement de la ciutat va comportar un canvi de situació dels centres d'interès per al creixement de la ciutat. Si fins en aquell moment semblava que els grans casals reusencs eren situats vora l'església de sant Pere, als carrers de la Font i de l'Abadia, el centre sumptuari es va desplaçar cap a l'actual plaça de Prim i els grans carrers que hi confluïen, entre altres motius, per l'oferta més generosa d'espai edificable. A l'entorn de la plaça s'hi van edificar els casals dels Bofarull, els Miró, els Comes, i una mica més allunyats, els March, els Gai o el casal del comte de Granyena, després conegut com cal Quer.